# Правич-1
Правич-1 — ботанічна пам'ятка природи місцевого значення в Україні. Об'єкт розташований на території Долинського району Івано-Франківської області, Правицьке лісництво, квартал 16, виділи 2, 3 (згідно лісовпорядкування 2010 р.: кв.39, вид. 23-31).
Площа — 57,1 га, статус отриманий у 1996 році.
Охоронні аншлаги встановлено ГО «Карпатські стежки» у 2025 р.